# Live in Europe (Rainbow)
Live in Europe '76 è un album live del gruppo musicale hard rock e heavy metal dei Rainbow, pubblicato dalla Pet Rock Records il 26 marzo 1996.
È la riedizione di Live in Germany 1976 con una diversa etichetta discografica.

## Tracce

### Disco 1
1. Kill the King
2. Mistreated
3. Sixteenth Century Greensleeves
4. Catch the Rainbow

### Disco 2
1. Man On the Mountain
2. Stargazer
3. Still I'm Sad
4. Do You Close Your Eyes